# Rio Marina
Rio Marina ist ein Dorf und ehemalige Gemeinde auf der Insel Elba mit zuletzt 2195 Einwohnern (Stand 31. Dezember 2016). Sie gehört zur Provinz Livorno in der Toskana. Die Gemeinde wurde am 1. Januar 2018 mit der Gemeinde Rio nell’Elba zur Gemeinde Rio fusioniert. Sitz der neuen Gemeinde ist Rio Marina.

## Lage
Rio Marina (Hauptort) liegt an der Ostküste von Elba. Benachbarte Ortschaften sind Cavo 8 Straßenkilometer im Norden an der Nordspitze der Insel, Ortano 4,5 Straßenkilometer südlich an der Küste und Rio nell’Elba 3,5 Straßenkilometer im westlichen Landesinneren. Das Städtchen bedeckt das Ende des meist trocken liegenden Tals des Baches, der sich von Rio nell’Elba herunterschlängelt. Nördlich der Ortslage ist das Bergmassiv gezeichnet durch die ehemaligen Erzabbaubergwerke, südlich erhebt sich der Monte Fico, der in 268 m Höhe ü. NN geübten Wanderern eine ausgezeichnete Rundumsicht über die Ostseite der Insel und das Meer bis zur Insel Montecristo bietet.

## Geschichte
Das Vorkommen und der Abbau von Eisenerz prägten seit jeher und über Jahrhunderte bis in die jüngste Zeit das Geschehen auf Elba und auch in Rio Nell’Elba und Rio Marina. Bereits die Etrusker haben die großen Eisenerzvorkommen der Gegend genutzt. Auf dem Gebiet von Il Piano-San Francesco gibt es ein bedeutendes Sammelgrab aus Felsen aus der Kupferzeit. Die erste urkundliche Erwähnung stammt aus dem 15. Jahrhundert, Piaggia di Rio (Strand von Rio nell’Elba) genannt. Häufige Pirateneinfälle zwangen die Bewohner jedoch, ihre Häuser nicht an der Küste, sondern in den Bergen zu bauen. Die einzigen am Strand erhaltenen Bauwerke dieser Zeit sind der die Küste bewachende Turm, der als Torre di Spiaggia im Jahre 1420 in einem Kartenwerk erwähnt wurde, das dem italienischen Mönch und Kartografen Cristoforo Buondelmonti zugeschrieben wird. Weiterhin sind aus dieser Zeit das Oratorio di San Rocco und einige Dienstgebäude.
Als im 18. Jahrhundert die Pirateneinfälle nachließen, begann das Dorf zu wachsen. Einige Schiffskapitäne und ihre Seeleute aus Ligurien und Korsika siedelten sich in Rio Marina an und bildeten zusammen mit Wachpersonal, Fischern und anderen die erste Gemeinschaft des Dorfes.
Zum Ende der Französischen Revolution hatte der Ort 800 Einwohner. Der Erzabbau boomte mit der Erschließung weiterer Abbaugebiete und dem Einsatz neuer Technologien. Nach Beendigung der Bauarbeiten an der Kirche Santa Barbara 1843 wurde diese 1860 zerstört und an der heutigen Stelle am Rand des Dorfes in Richtung Rio nell’Elba wieder errichtet. Dank des Erzabbaus wuchs die Bevölkerung stark an und erreichte ihren Höchststand gegen Ende des 19. Jahrhunderts, als sie zudem eine der besten Seeflotten der Insel hatte und somit starken wirtschaftlichen und politische Einfluss ausüben konnte. Zur Jahrhundertwende erlebte das Land eine Krise, als die gesamte Erzproduktion vom Abbau bis zum Transport von der Insel Elba vereinnahmt wurde. Die Arbeitsbedingungen in den Gruben waren sehr schlecht, obwohl es einige Bewohner zu beachtlichem Reichtum brachten. In den Gruben wurde in 12-Stunden-Schichten gearbeitet, die Armut der Bevölkerung erforderte das Arbeiten auch älterer Menschen sowie von Frauen.
In dieser Zeit kamen auch in Rio die neuen sozialistischen Ideen an, so dass im Jahre 1904, nach dem Generalstreik in Italien, der lokale Sitz der Sozialistischen Partei Italiens eingerichtet wurde. 1911 begann eine Auseinandersetzung zwischen den Minenarbeitern und der Verwaltung der Minen, die mit der Niederlage des Proletariats endete und viele Minenarbeiter die Arbeitsstelle kostete. 1920 startete ein Selbstverwaltungsversuch der Minen unter Mithilfe und Unterstützung der Sozialisten, jedoch scheiterte dieses Unterfangen. 
In jüngerer Zeit ging der Erzabbau stark zurück, so dass im Jahre 1981 die letzte Mine geschlossen werden musste. 1982 wurde die letzte Eisenerzladung nach Piombino zur weiteren Verarbeitung verschifft. Heute kann man mit einer Genehmigung der Gemeinde verschiedene Abbaugebiete besichtigen. Der Ort wurde inzwischen zu einem touristischen Ziel der Insel Elba umstrukturiert.

## Sehenswürdigkeiten
- Die engen Gassen, kleinen Plätze und schmalen steilen Treppen sind einen Rundgang wert.
- Chiesa Santa Barbara ⊙
- Der Torre Cinquecentesca wurde von der Adelsfamilie der Appiani 1534 zum Schutz des Ortes errichtet. Der achteckige Wehrturm bewacht den Hafen. Das kleine Türmchen mit der Turmuhr kam 1882 dazu.
- Das Rathaus beherbergt das Museo dei Minerali Elbani (Mineralienmuseum) mit Sammlungen verschiedener auf Elba vorkommender Erze. An Sommerwochenenden bietet das Museum Führungen in die aufgelassenen Erzbergwerke von Rio Marina an.
- Der Torre del Giove ⊙ (Zeusturm) wurde 1460 errichtet, um die Bevölkerung vor bevorstehenden Überfällen zu warnen.
- In Cavo, einige Kilometer nördlich von Rio Marina, sind die Überreste einer römischen Villa zu besichtigen.
- Nahe gelegene Badestrände und -buchten sind (von N nach S): Capo Castello, Spiaggia di Cavo, Spiaggia de Fornacelle, Cala Seregola, Spiaggia i Topetti, Spiaggia di Gennaro, Luigi d’Angelo, Porticciolo, Spiaggia di Ortano

## Verkehr
Von Rio Marina besteht eine Fährverbindung der Toremar nach Piombino auf dem Festland.

## Impressionen

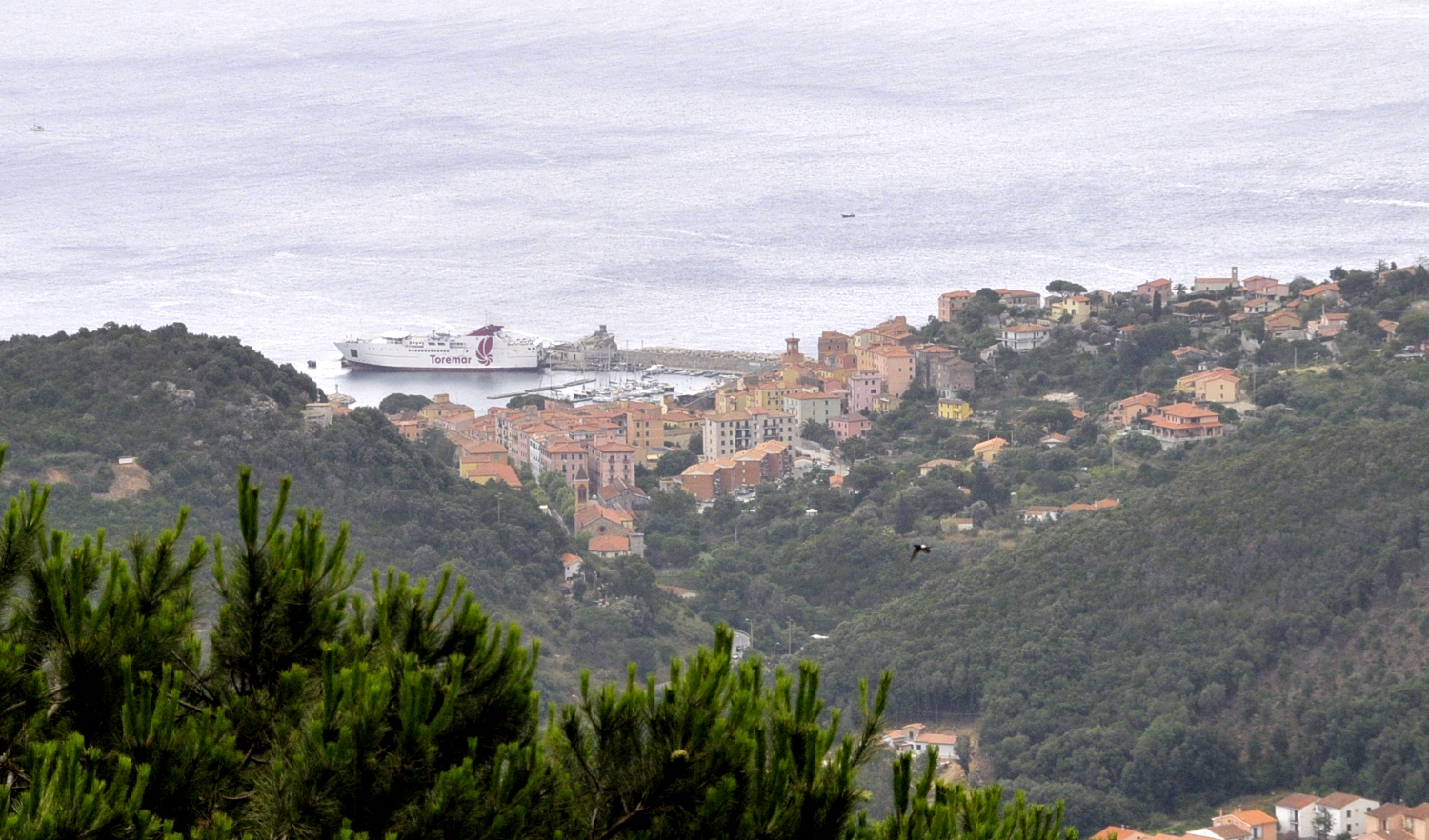
Gesamtansicht
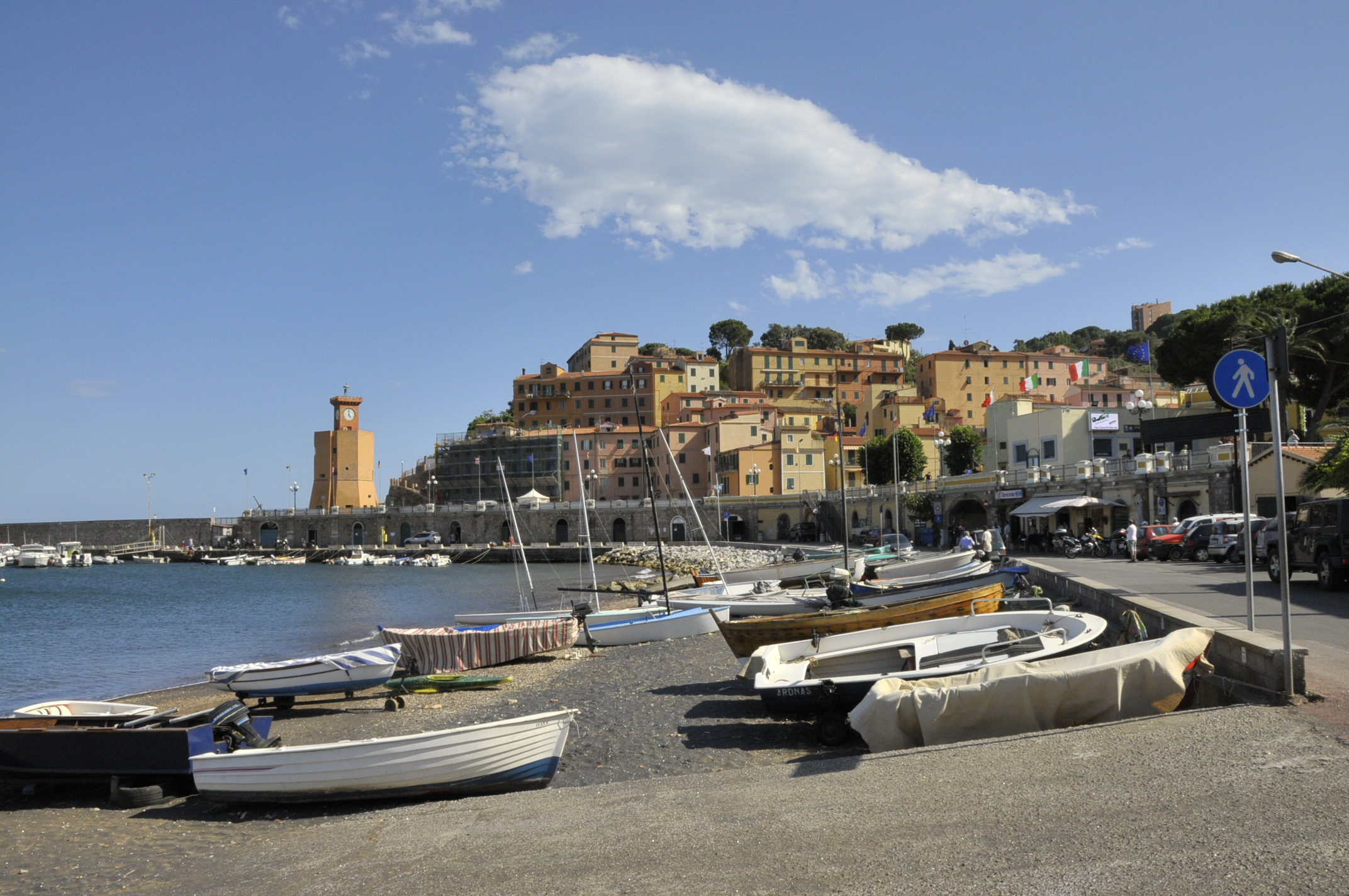
Hafen mit Leuchtturm
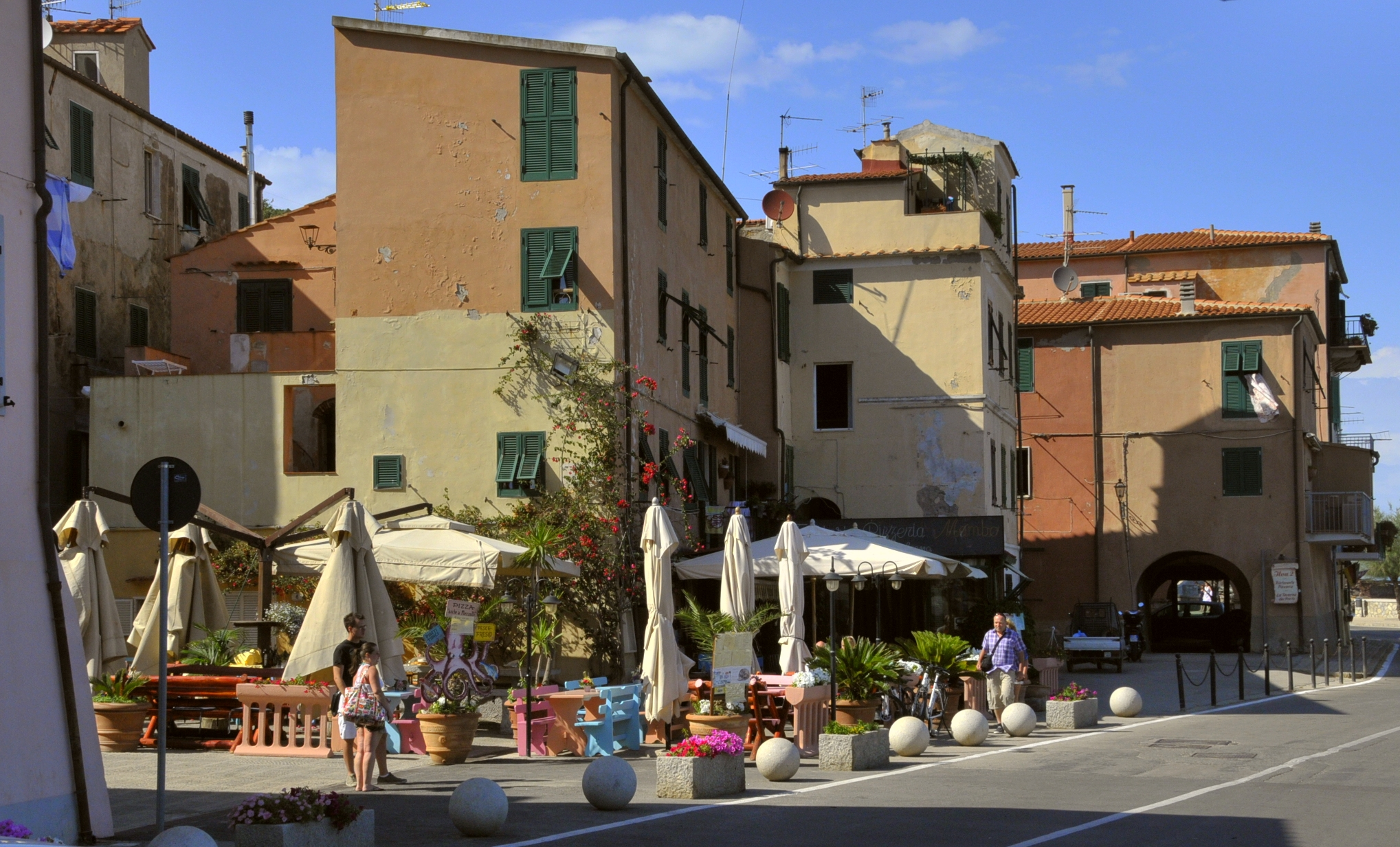
Häuserzeile am Hafen
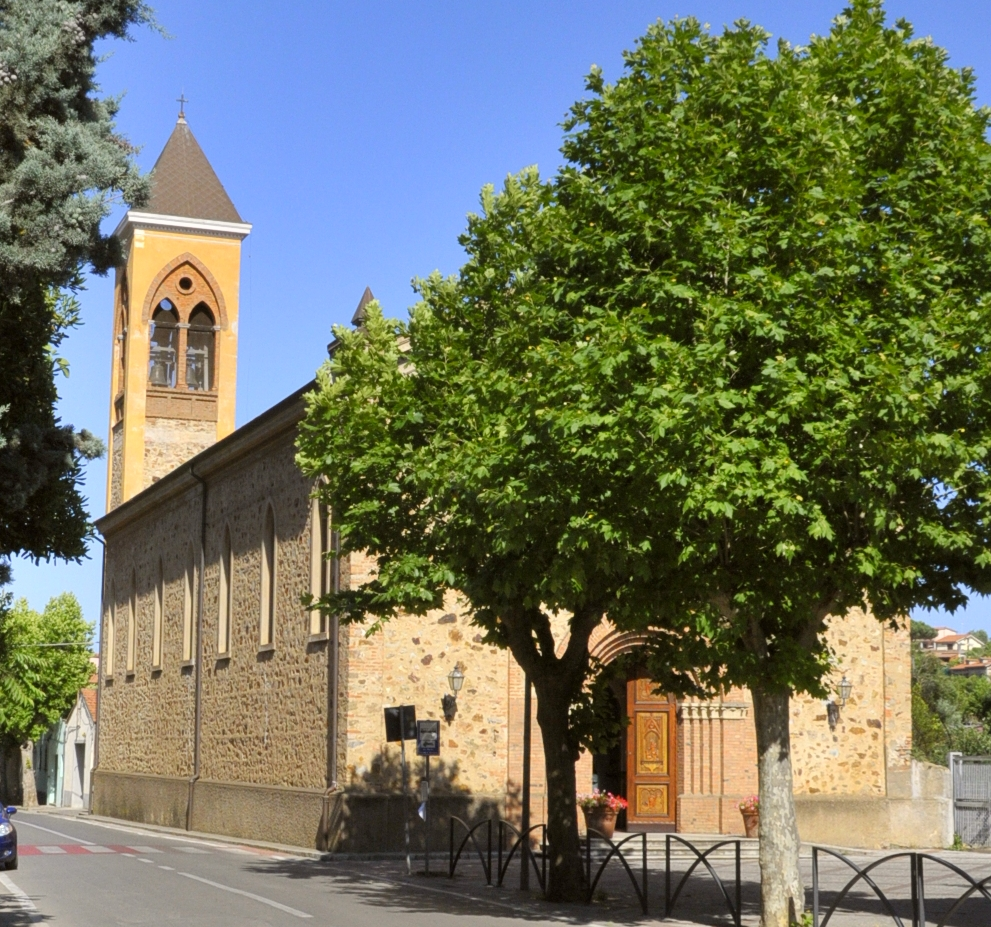
Pfarrkirche Sankt Barbara
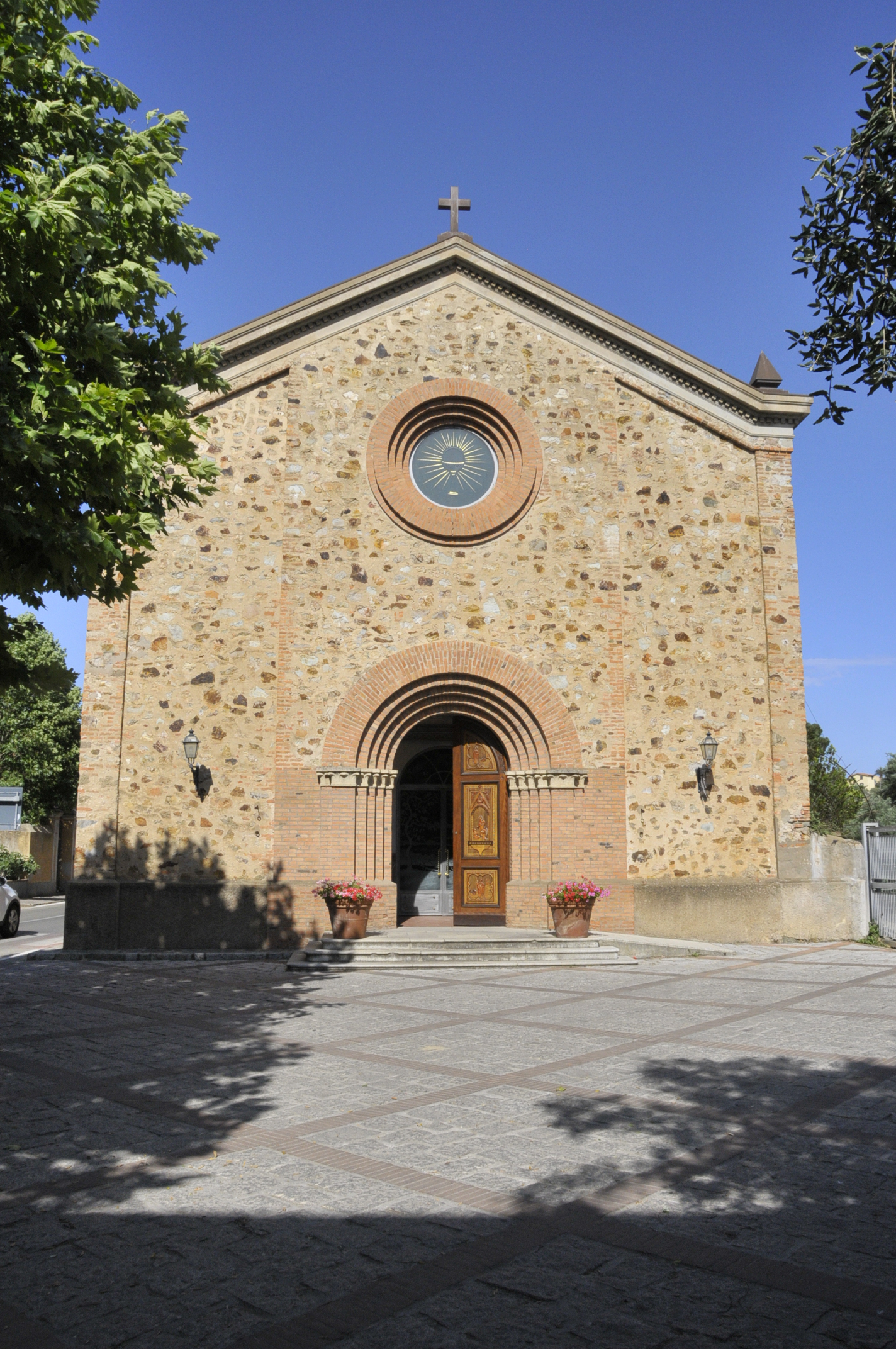
St. Barbara, Eingangsfassade
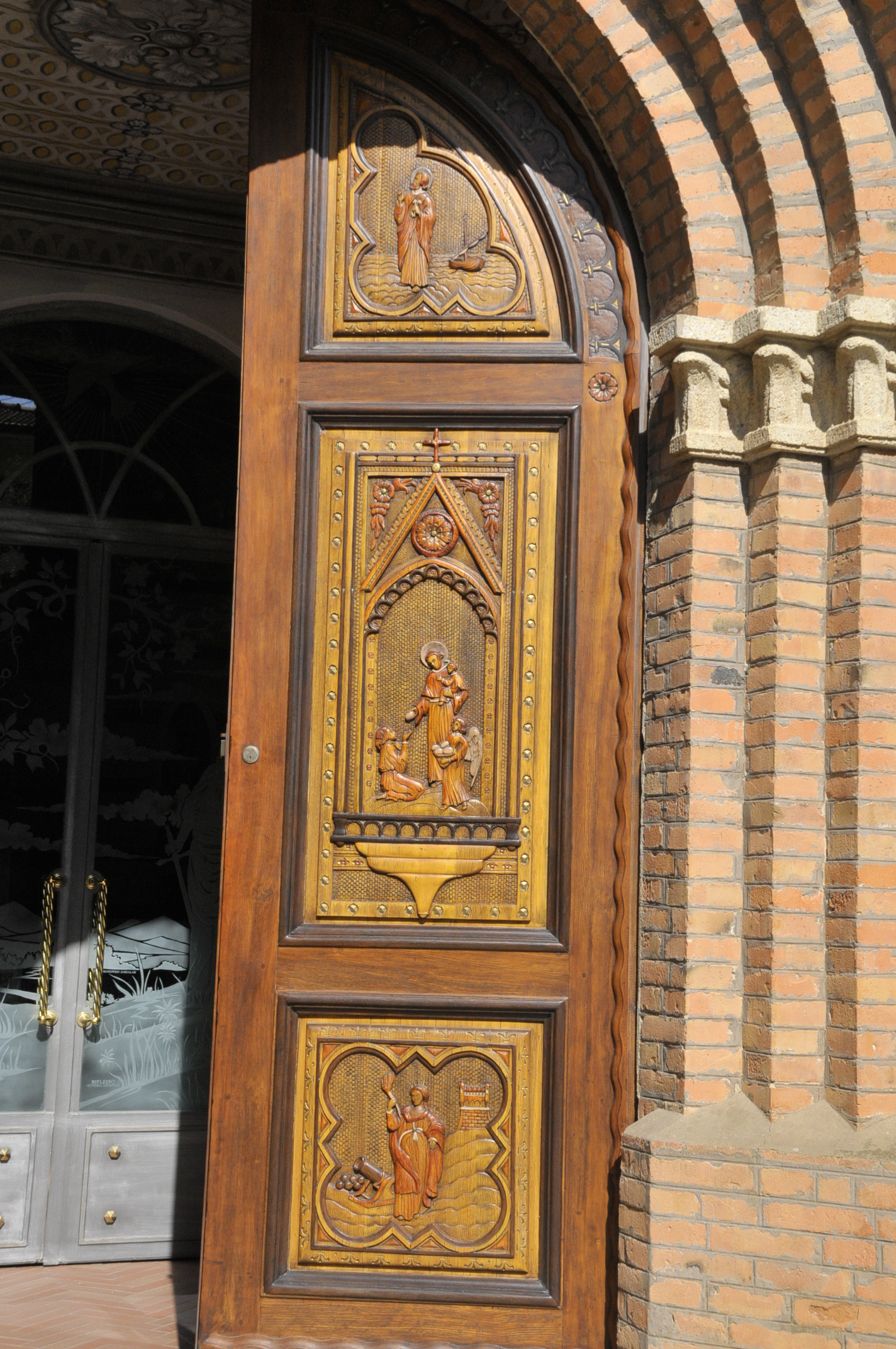
St. Barbara, Detail der Pforte
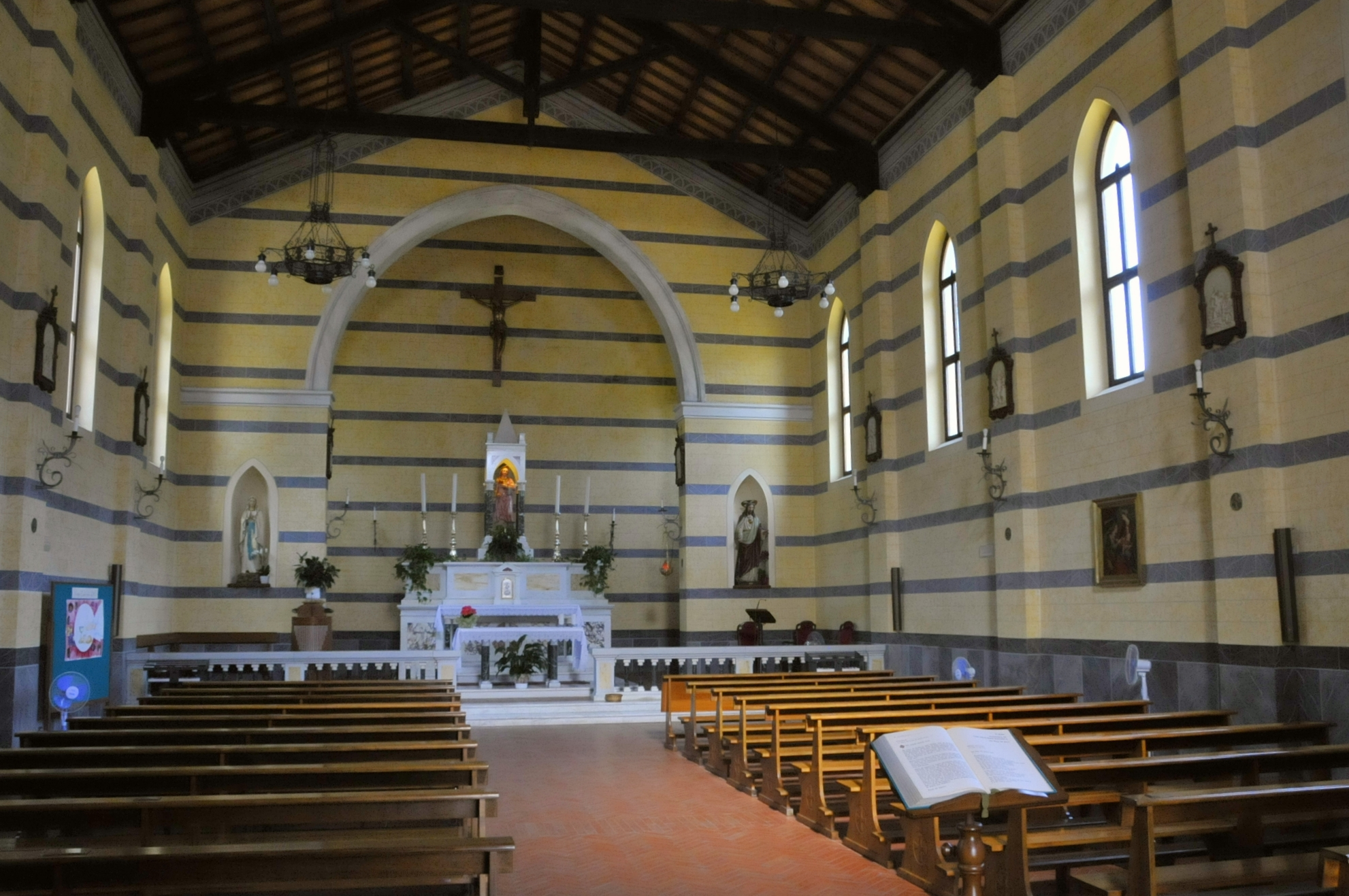
St. Barbara, Inneres

## Persönlichkeiten
- Luigi Berti (1904–1964), italienischer Schriftsteller und Dichter, wurde in Rio Marina geboren.
- Bartolomeo Sorge (1929–2020), italienischer Jesuit, Theologe und Politologe, Experte der Christlichen Soziallehre und Vertreter der Christdemokratie
- Leo Petroni (1884–1965), italienischer Violinist